# GhostBSD
GhostBSD（ゴーストビーエスディー）とは、FreeBSDディストリビューションの一つである。BSDライセンス下で配布されている。
GhostBSD 18.10より前はFreeBSDを直接ベースとしていたが、以降のバージョンではTrueOSをベースとする形に移行した。しかし、2020年にTrueOSの開発が終了したため、21.04.27のバージョン以降は再びFreeBSDをベースとする形に戻った。

## 特徴
デスクトップ向けに特化しており、FreeBSDのデスクトップ環境を手軽にインストールし、利用出来るようにすることを目的としている。
ベースとなったTrueOSは2018年よりサーバー版に専念するようになり、現在デスクトップ版の開発・配布は行われていない。デスクトップ版については別コミュニティであるProject Tridentが引き継いだが、そちらは2019年にVoid Linuxをベースにしたプロジェクトへ移行することがアナウンスされたため、2021年の時点においてGhostBSDは、デスクトップ環境をインストール後から手軽に利用出来る数少ないFreeBSDディストリビューションとなっている。

## これまでのリリース
| GhostBSD バージョン | リリース日     |
| ------------------- | -------------- |
| 1.0                 | 2010年3月      |
| 1.5                 | 2010年7月      |
| 2.0                 | 2011年3月13日  |
| 2.5                 | 2012年1月24日  |
| 3.0                 | 2013年3月10日  |
| 3.1                 | 2013年6月28日  |
| 3.5                 | 2013年11月7日  |
| 4.0                 | 2014年10月4日  |
| 10.1                | 2015年9月13日  |
| 10.3                | 2016年8月31日  |
| 11.1                | 2017年11月16日 |
| 18.10               | 2018年11月1日  |
| 19.04               | 2019年4月13日  |
| 19.09               | 2019年9月16日  |
| 19.10               | 2019年10月26日 |
| 20.01               | 2020年1月22日  |
| 20.02               | 2020年2月29日  |
| 20.08.04            | 2020年8月10日  |
| 20.11.28            | 2020年11月29日 |
| 21.01.15            | 2021年1月16日  |
| 21.01.20            | 2021年1月23日  |
| 21.04.27            | 2021年4月29日  |
| 21.05.11            | 2021年5月13日  |
| 21.09.06            | 2021年9月7日   |
| 21.11.24            | 2021年11月26日 |
| 21.11.24            | 2021年11月26日 |
| 23.06.01            | 2023年8月6日   |
| 23.10.1             | 2023年10月28日 |
| 24.04.1             | 2024年5月20日  |
| 25.01-R14.2p1       | 2025年2月28日  |

## 推奨システム要件

### 最小構成
- 64ビットプロセッサ,AMD64プロセッサ
- 4GBのRAM (バージョン21.11.26時点)
- 15GBのハードドライブ空き容量
- ネットワークカード

### 推奨される構成
- AMD64プロセッサ
- 4GBのRAM
- 30GBのハードドライブ空き容量
- ネットワークカード
- サウンドカード
- 3Dアクセラレーションビデオカード